# Модель Белла — Лападулы

Диаграмма информационных потоков

 Модель Белла — Лападулы  — модель контроля и управления доступом, основанная на мандатной модели управления доступом. В модели анализируются условия, при которых невозможно создание информационных потоков от субъектов с более высоким уровнем доступа к субъектам с более низким уровнем доступа.

## История
Классическая модель Белла — Лападулы была описана в 1975 году сотрудниками компании MITRE Corporation Дэвидом Беллом и Леонардом Лападулой, к созданию модели их подтолкнула система безопасности для работы с секретными документами Правительства США. Суть системы заключалась в следующем: каждому субъекту (лицу, работающему с документами) и объекту (документам) присваивается метка конфиденциальности, начиная от самой высокой («особой важности»), заканчивая самой низкой («несекретный» или «общедоступный»). Причем субъект, которому разрешён доступ только к объектам с более низкой меткой конфиденциальности, не может получить доступ к объекту с более высокой меткой конфиденциальности. Также субъекту запрещается запись информации в объекты с более низким уровнем безопасности.

## Особенности
Модель Белла — Лападулы является моделью разграничения доступа к защищаемой информации. Она описывается конечным автоматом с допустимым набором состояний, в которых может находиться информационная система. Все элементы, входящие в состав информационной системы, разделены на две категории — субъекты и объекты. Каждому субъекту присваивается свой уровень доступа, соответствующий степени конфиденциальности. Аналогично, объекту присваивается уровень секретности. Понятие защищённой системы определяется следующим образом: каждое состояние системы должно соответствовать политике безопасности, установленной для данной информационной системы. Переход между состояниями описывается функциями перехода.
Система находится в безопасном состоянии в том случае, если у каждого субъекта имеется доступ только к тем объектам, к которым разрешен доступ на основе текущей политики безопасности. Для определения, имеет ли субъект права на получение определенного вида доступа к объекту, уровень секретности субъекта сравнивается с уровнем секретности объекта, и на основе этого сравнения решается вопрос, предоставить или нет запрашиваемый доступ. Наборы уровень доступа/уровень секретности описываются с помощью матрицы доступа.

Основными правилами, обеспечивающими разграничение доступа, являются следующие:

### Простое свойство безопасности (The Simple Security)
Субъект с уровнем доступа {\displaystyle x_{s}} может читать информацию из объекта с уровнем секретности {\displaystyle x_{o}} лишь тогда, когда {\displaystyle x_{s}} преобладает над {\displaystyle x_{o}}. Это правило также известно под названием «нет чтения верхнего» (NRU). Например, если субъект, имеющий доступ только к несекретным данным, попытается прочесть объект с уровнем секретности "совершенно секретно", то ему будет отказано в этом.

### Свойство * (The *-property)
Субъект с уровнем секретности xs может писать информацию в объект с уровнем безопасности xо только если xо преобладает над {\displaystyle x_{s}}. Это правило также известно под названием «нет записи вниз» (NWD). Например, если субъект, имеющий уровень доступа совершенно секретно, попытается записать в объект с уровнем секретности секретно, то ему будет отказано в этом.

### Дискреционное свойство безопасности (The Discretionary Security Property)
Заключается в том, что права дискреционного доступа субъекта к объекту определяются на основе матрицы доступа.

## Формальное описание модели

### Обозначения
- {\displaystyle S\ } — множество субъектов;
- {\displaystyle O\ } — множество объектов, {\displaystyle S\subset O};
- {\displaystyle R=\{r,\ w\}} — множество прав доступа, {\displaystyle r\ } — доступ на чтение, {\displaystyle w\ } — доступ на запись;
- {\displaystyle L=\{U,SU,C,S,TS\}\ } — множество уровней секретности, {\displaystyle U\ } — Unclassified, {\displaystyle SU\ } — Sensitive but unclassified, C - Confidential, {\displaystyle S\ } — Secret, {\displaystyle TS\ } — Top secret;
- {\displaystyle \Lambda =(L,\leq ,\bullet ,\otimes )} — решётка уровней секретности, где:
  - {\displaystyle \leq } — оператор, определяющий частичное нестрогое отношение порядка для уровней секретности;
  - {\displaystyle \bullet } — оператор наименьшей верхней границы;
  - {\displaystyle \otimes } — оператор наибольшей нижней границы.
- {\displaystyle V\ } — множество состояний системы, представляемое в виде набора упорядоченных пар {\displaystyle (F,M)\ }, где:
  - {\displaystyle F:S\cup O\rightarrow L} — функция уровней секретности, ставящая в соответствие каждому объекту и субъекту в системе определённый уровень секретности;
  - {\displaystyle M\ } — матрица текущих прав доступа.

Оператор отношения {\displaystyle \leq } обладает следующими свойствами:
- Рефлексивность: {\displaystyle \forall a\in L:a\leq a}, данное свойство означает, что между субъектами и объектами одного уровня безопасности передача информации разрешена.
- Антисимметричность: {\displaystyle \forall a_{1},a_{2}\in L:((a_{1}\leq a_{2})\And (a_{2}\leq a_{1}))\rightarrow a_{2}=a_{1}}, свойство означает, что если информация может передаваться от субъектов и объектов уровня A к субъектам и объектам уровня B, так и от субъектов и объектов уровня B к субъектам и объектам уровня A, то эти уровни эквивалентны.
- Транзитивность: {\displaystyle \forall a_{1},a_{2},a_{3}\in L:((a_{1}\leq a_{2})\And (a_{2}\leq a_{3}))\rightarrow a_{1}\leq a_{3}}, свойство означает, что если информации может передаваться от субъектов и объектов уровня A к субъектам и объектам уровня B, и от субъектов и объектов уровня B к субъектам и объектам уровня C, то она может передаваться от субъектов и объектов уровня A к субъектам и объектам уровня C.

 Оператор наименьшей верхней границы  {\displaystyle \bullet } определяется следующим отношением:
{\displaystyle a=a_{1}\bullet a_{2}\Leftrightarrow (a_{1},a_{2}\leq a)\And (\forall a'\in L:(a'\leq a)\rightarrow (a'\leq a_{1}\vee a'\leq a_{2}))}
 Оператор наибольшей нижней границы  {\displaystyle \otimes } определяется следующим отношением:
{\displaystyle a=a_{1}\otimes a_{2}\Leftrightarrow (a\leq a_{1},a_{2})\And (\forall a'\in L:(a'\leq a_{1}\And a'\leq a_{2})\rightarrow (a'\leq a))}
Исходя из определения этих двух операторов можно показать, что для каждой пары {\displaystyle a_{1},a_{2}\in L} существует единственный элемент наименьшей верхней границы и единственный элемент наибольшей нижней границы.
 Система  {\displaystyle \Sigma =(\nu _{0},R,T)} в модели Белла — Лападулы состоит из следующих элементов:
- {\displaystyle \nu _{0}\ } — начальное состояние системы;
- {\displaystyle \mathbb {R} \ } — множество прав доступа;
- {\displaystyle T:V\times R\rightarrow V} — функция перехода, которая в ходе выполнения запросов переводит систему из одного состояния в другое.

### Определения состояния безопасности
Состояние {\displaystyle \nu \ } называется достижимым в системе {\displaystyle \Sigma =(\nu _{0},R,T)}, если существует последовательность {\displaystyle \{(r_{0},\nu _{0}),...,(r_{n-1},\nu _{n-1}),(r_{n},\nu _{n})\}:T(r_{i},\nu _{i})=\nu _{i+1}~\forall i=0,n-1} Начальное состояние {\displaystyle \nu _{0}\ } является достижимым по определению.
Состояние системы {\displaystyle (F,M)} называется безопасным по чтению (или simple-безопасным), если для каждого субъекта, осуществляющего в этом состоянии доступ по чтению к объекту, уровень безопасности субъекта доминирует над уровнем безопасности объекта: {\displaystyle \forall s\in S,\forall o\in O,r\in M[s,o]\rightarrow F(o)\leq F(s)}
Состояние системы {\displaystyle (F,M)} называется безопасным по записи (или * — безопасным) в случае, если для каждого субъекта, осуществляющего в этом состоянии доступ по записи к объекту, уровень безопасности объекта доминирует над уровнем безопасности субъекта: {\displaystyle \forall s\in S,\forall o\in O,w\in M[s,o]\rightarrow F(s)\leq F(o)}
Состояние {\displaystyle (F,M)} называется безопасным, если оно безопасно по чтению и по записи.
Система {\displaystyle \Sigma =(\nu _{0},R,T)} называется безопасной, если её начальное состояние {\displaystyle \nu _{0}\ } безопасно, и все состояния, достижимые из {\displaystyle \nu _{0}\ } путём применения конечной последовательности запросов из {\displaystyle R\ }, безопасны.

### Основная теорема безопасности Белла — Лападулы
Система {\displaystyle \Sigma =(\nu _{0},R,T)} безопасна тогда и только тогда, когда выполнены следующие условия:
1. Начальное состояние {\displaystyle \nu _{0}\ } безопасно.
2. Для любого состояния {\displaystyle \nu \ }, достижимого из {\displaystyle \nu _{0}\ } путём применения конечной последовательности запросов из {\displaystyle R\ }, таких, что {\displaystyle T(\nu ,r)=\nu ^{*},\nu =(F,M)} и {\displaystyle \nu ^{*}=(F^{*},M^{*})}, для {\displaystyle \forall s\in S,\forall o\in O} выполнены условия:
  1. Если {\displaystyle r\in M^{*}[s,o]} и {\displaystyle r\notin M[s,o]}, то {\displaystyle F^{*}(o)\leq F^{*}(s)}
  2. Если {\displaystyle r\in M[s,o]} и {\displaystyle F^{*}(s)<F^{*}(o)}, то {\displaystyle r\notin M^{*}[s,o]}
  3. Если {\displaystyle w\in M^{*}[s,o]} и {\displaystyle w\notin M[s,o]}, то {\displaystyle F^{*}(s)\leq F^{*}(o)}
  4. Если {\displaystyle w\in M[s,o]} и {\displaystyle F^{*}(o)<F^{*}(s)}, то {\displaystyle w\notin M^{*}[s,o]}

Докажем необходимость утверждения

Пусть система {\displaystyle \Sigma =(\nu _{0},R,T)} безопасна. В этом случае начальное состояние {\displaystyle \nu _{0}\ } безопасно по определению. Предположим, что существует безопасное состояние {\displaystyle \nu ^{*}\ }, достижимое из состояния {\displaystyle \nu :~T(\nu ,r)=\nu ^{*}}, и для данного перехода нарушено одно из условий 1-4. Легко заметить, что в случае, если нарушены условия 1 или 2, то состояние {\displaystyle \nu ^{*}\ } будет небезопасным по чтению, а если нарушены условия 3 или 4 – небезопасным по записи. В обоих случаях мы получаем противоречие с тем, что состояние {\displaystyle \nu ^{*}\ } является безопасным.

 Докажем достаточность утверждения.
 
Система {\displaystyle \Sigma =(\nu _{0},R,T)} может быть небезопасной в двух случаях:
1. В случае если начальное состояние {\displaystyle \nu _{0}\ } небезопасно. Однако данное утверждение противоречит условию теоремы.
2. Если существует небезопасное состояние {\displaystyle \nu ^{*}\ } , достижимое из безопасного состояния {\displaystyle \nu _{0}\ } путём применения конечного числа запросов из {\displaystyle R\ }. Это означает, что на каком-то промежуточном этапе произошёл переход {\displaystyle T(\nu ,r)=\nu ^{*}}, где {\displaystyle \nu \ } – безопасное состояние, а {\displaystyle \nu ^{*}\ } - небезопасное. Однако условия 1-4 делают данный переход невозможным.

■

## Недостатки
В силу своей простоты, классическая модель Белла — Лападулы имеет ряд серьёзных недостатков:
- Запрет записи «вниз». В модели Белла — Лападулы невозможна запись от объектов с более высоким уровнем конфиденциальности к объектам с более низким уровнем. Например, невозможно переписать сообщение класса top secret в класс secret, хотя иногда это бывает необходимо[4].
- Отсутствие многоуровневых объектов. Допускается чтение и запись информации между объектами только одного уровня. Например, при чтении информации уровня конфиденциальности unclassified из сообщения класса secret, система будет вынуждена присвоить читаемой информации класс secret[4].
- Отсутствие универсальности применения. Например, в военных системах передачи сообщений, должны определяться особые правила безопасности, которые отсутствуют в других приложениях модели. Такие правила не описаны моделью Белла — Лападулы, и поэтому должны быть определены вне модели[6]
- Как и для других моделей мандатного управления доступом, характерно наличие скрытых каналов передачи информации.

### Удаленное чтение
В распределенной системе чтение инициируется запросом записи в объект с более низким уровнем секретности, что является нарушением правил классической модели Белла — Лападулы.
См. также
- Информационная безопасность
- Мандатное управление доступом
- Избирательное управление доступом
- Модель Take-Grant
- Модель систем военных сообщений